# تفجير ناحل عوز
تفجير ناحل عوز هو تفجير استشهادي تبنته الجبهة الشعبية لتحرير فلسطين نفذه مقاتل من الجبهة يدعى فؤاد أبو سرية. جاء التفجير رداً على اغتيال أبو علي مصطفى. وقع التفجير بتاريخ 17 أكتوبر 2001 في موقع ناحل عوز العسكري الإسرائيلي القريب من قطاع غزة حيث قام فؤاد أبو سرية بتفجير نفسه في دورية كانت تمر في الموقع مما أدى إلى مقتل 5 جنود إسرائيليين.